# Malagassisch rugbyteam (mannen)
Het Malagassisch rugbyteam is een team van rugbyers dat Madagaskar vertegenwoordigt in internationale wedstrijden.

## Geschiedenis
Op 24 mei 1970 speelde het team haar allereerste wedstrijd. De tegenstander was Italië, een groot rugbyland. De wedstrijd ging dan ook verloren met 9-17. De eerste overwinning kwam in 1987 tegen Kenia, de wedstrijd eindigde in 22-16.
Het team heeft in totaal vijf maal geprobeerd om zich te kwalificeren voor het wereldkampioenschap rugby. Tot op heden is het niet gelukt.

## WK-historie
| Eindronde | Eindronde           | Eindronde           | Eindronde           | Eindronde           | Eindronde           | Eindronde           | Eindronde           |                                | Kwalificatie                   | Kwalificatie                   | Kwalificatie                   | Kwalificatie                   | Kwalificatie                   | Kwalificatie      |
| Jaar      | Ronde               | GS                  | W                   | G                   | V                   | DV                  | DT                  | GS                             | W                              | G                              | V                              | DV                             | DT                             |                   |
| 1987      | Niet uitgenodigd    | Niet uitgenodigd    | Niet uitgenodigd    | Niet uitgenodigd    | Niet uitgenodigd    | Niet uitgenodigd    | Niet uitgenodigd    | Geen kwalificatie              | Geen kwalificatie              | Geen kwalificatie              | Geen kwalificatie              | Geen kwalificatie              | Geen kwalificatie              | Geen kwalificatie |
| 1991      | Niet deelgenomen    | Niet deelgenomen    | Niet deelgenomen    | Niet deelgenomen    | Niet deelgenomen    | Niet deelgenomen    | Niet deelgenomen    | Niet deelgenomen               | Niet deelgenomen               | Niet deelgenomen               | Niet deelgenomen               | Niet deelgenomen               | Niet deelgenomen               | Niet deelgenomen  |
| 1995      | Niet deelgenomen    | Niet deelgenomen    | Niet deelgenomen    | Niet deelgenomen    | Niet deelgenomen    | Niet deelgenomen    | Niet deelgenomen    | Niet deelgenomen               | Niet deelgenomen               | Niet deelgenomen               | Niet deelgenomen               | Niet deelgenomen               | Niet deelgenomen               | Niet deelgenomen  |
| 1999      | Niet deelgenomen    | Niet deelgenomen    | Niet deelgenomen    | Niet deelgenomen    | Niet deelgenomen    | Niet deelgenomen    | Niet deelgenomen    | Niet deelgenomen               | Niet deelgenomen               | Niet deelgenomen               | Niet deelgenomen               | Niet deelgenomen               | Niet deelgenomen               | Niet deelgenomen  |
| 2003      | Niet gekwalificeerd | Niet gekwalificeerd | Niet gekwalificeerd | Niet gekwalificeerd | Niet gekwalificeerd | Niet gekwalificeerd | Niet gekwalificeerd | 6                              | 4                              | 0                              | 2                              | 117                            | 240                            |                   |
| 2007      | Niet gekwalificeerd | Niet gekwalificeerd | Niet gekwalificeerd | Niet gekwalificeerd | Niet gekwalificeerd | Niet gekwalificeerd | Niet gekwalificeerd | 2                              | 0                              | 1                              | 1                              | 38                             | 42                             |                   |
| 2011      | Niet gekwalificeerd | Niet gekwalificeerd | Niet gekwalificeerd | Niet gekwalificeerd | Niet gekwalificeerd | Niet gekwalificeerd | Niet gekwalificeerd | 2                              | 1                              | 0                              | 1                              | 67                             | 47                             |                   |
| 2015      | Niet gekwalificeerd | Niet gekwalificeerd | Niet gekwalificeerd | Niet gekwalificeerd | Niet gekwalificeerd | Niet gekwalificeerd | Niet gekwalificeerd | 7                              | 3                              | 0                              | 4                              | 190                            | 332                            |                   |
| 2019      | Niet gekwalificeerd | Niet gekwalificeerd | Niet gekwalificeerd | Niet gekwalificeerd | Niet gekwalificeerd | Niet gekwalificeerd | Niet gekwalificeerd | 3                              | 1                              | 0                              | 2                              | 81                             | 102                            |                   |
| 2023      | Onbekend            | Onbekend            | Onbekend            | Onbekend            | Onbekend            | Onbekend            | Onbekend            | Kwalificatie nog niet begonnen | Kwalificatie nog niet begonnen | Kwalificatie nog niet begonnen | Kwalificatie nog niet begonnen | Kwalificatie nog niet begonnen | Kwalificatie nog niet begonnen |                   |
| Totaal    | –                   | 0                   | 0                   | 0                   | 0                   | 0                   | 0                   | 20                             | 9                              | 1                              | 9                              | 493                            | 763                            |                   |